# Köyceğiz, Amasya
Köyceğiz là một xã thuộc thành phố Amasya, tỉnh Amasya, Thổ Nhĩ Kỳ. Dân số thời điểm năm 2010 là 180 người.